# Anne Vallayer-Coster
Anne Vallayer, de casada Coster (París, 21 de diciembre de 1744 - ídem, 28 de febrero de 1818) fue una pintora francesa. Está considerada como una de las pintoras de naturalezas muertas más importante de la Francia de finales del siglo XVIII y principios del siglo XIX.

## Biografía
Hija de un orfebre del taller real de tapices de los Gobelinos, a los 10 años la familia se trasladó a París, donde el padre abrió su propia tienda. Estudió con Madeleine Basseporte y Claude Joseph Vernet. Fue admitida en la Academia Real de Pintura y Escultura Francesa en 1770 como pintora de bodegones, y expuso en el Salón del año siguiente.
Comenzó a pintar en el año 1762 pero no se conservan obras suyas hasta 1766.  
En 1770 se presentó para entrar a la Academia Real Francesa con dos “Alegorías de las artes visuales y de la música” (hoy en el Louvre) y fue aceptada por unanimidad.
Con esas obras debutó en 1770 en el Salón, donde participa casi cada año y siempre fue muy elogiada hasta que debutaron en él las grandes pintoras retratistas, Marie Louise Élisabeth Vigée Lebrun y Adélaïde Labille-Guiard, en 1783. Desde que en 1785 se le criticaran mucho unos retratos, sólo se dedicó a las naturalezas muertas, especialmente a las flores. 
En este género es considerada famosa con justicia. Se registran de ella al menos 400 obras con temas de flores, caza, instrumentos musicales, trofeos militares, utensilios de cocina, lujosa porcelana, jamones, langostas, frutas, en cuadros pequeños o grandes y de composiciones elaboradas. 
En 1780 fue nombrada pintora de la reina María Antonieta. Continuó pintando una amplia gama de temas que incluían animales, bajorrelieves, trampantojos, miniaturas y retratos de tamaño completo, que reflejaban la opulencia de la aristocracia francesa antes de la Revolución.
En 1781 se casó con Jean-Pierre-Sylvestre Coster, abogado del Parlamento. Continuó su carrera con éxito hasta su muerte, convirtiéndose en jefa del gabinete de pintura de la reina María Antonieta y su profesora de diseño. Especializada en retratos y bodegones, también se distinguió en la pintura de género y las miniaturas. 
Debido a su estrecha asociación con María Antonieta, su carrera sufrió durante la Revolución Francesa. Continuó exhibiendo en el Salón, sin embargo, hasta el año antes de su muerte en París el 28 de febrero de 1818.
A Vallayer-Coster se la comparó a menudo con algunas contemporáneas, incluidas Adélaïde Labille-Guiard y Marie Louise Élisabeth Vigée-Lebrun, que fueron más ampliamente elogiadas como retratistas. Después de una crítica mordaz de los críticos en el Salón de 1785, Vallayer-Coster dejó de pintar retratos debido a las críticas a sus pocas obras de esa temática y en su lugar se centró en las naturalezas muertas.

## Obra
Su talento la llevó a ser elegida por unanimidad miembro de la Real Academia de Arte de París. Protegida de la reina María Antonieta, durante la Revolución Francesa no dejó de pintar; sus temáticas poco comprometidas políticamente le permitieron seguir con su arte después de los años convulsos. 
Muchos la consideraron la más notable pintora de naturalezas muertas del siglo XVIII francés junto a su compatriota Jean-Baptiste-Siméon Chardin. Anne Vallayer y Chardin se diferencian en muchas cosas: Anne pinta muchos cuadros de flores de gran modernidad, mientras que Chardin no pintaba flores y sí escenas de género y retratos al pastel, trabajos que ella no realizó. La pintura de él es más pastosa y la de ella es de capas más delgadas. La temática de Chardin es más burguesa, de interiores sencillos, mientras que las naturalezas muertas de ella, de vajillas de plata o trofeos militares la acercan más a lo aristocrático. Tiene obras maestras como la pintura “La sopera blanca” (hoy en colección particular de París), cuyo primer dueño fue el Marqués de Marigny, el equivalente al ministro de las Artes de la época, expuesta en el Salón de 1771, que fue muy elogiada por Diderot.

## Obras
- Instrumentos de música (1770).
- Los atributos de la Pintura, de la Escultura y de la Arquitectura (1770).
- Retrato de Joseph-Charles Roettiers (1777).
- Naturaleza muerta con langosta (1817).

## Galería

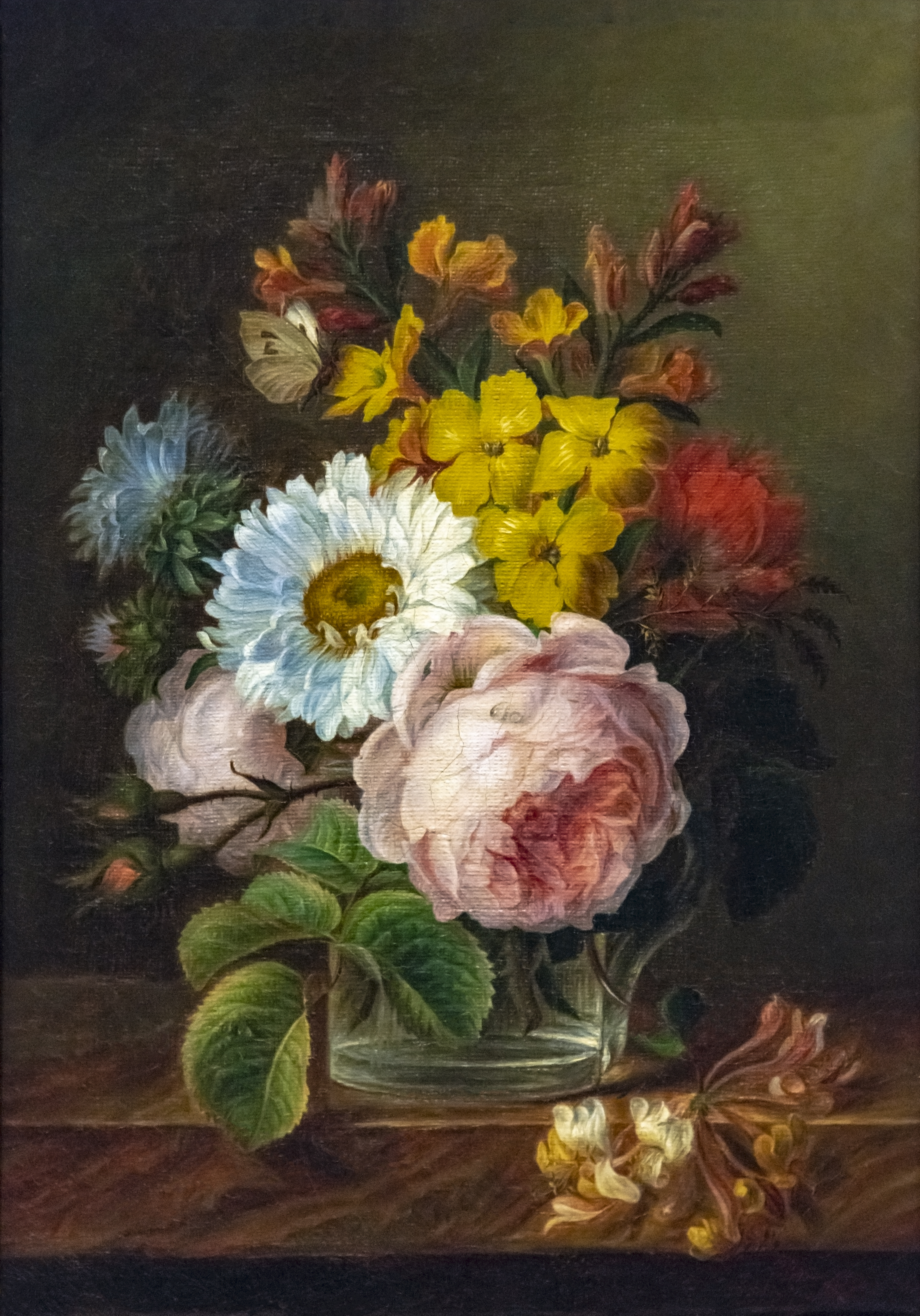
Ramo de flores en un vaso de agua, Museo de Bellas Artes de Carcasona.
Cesta de ciruelas, Museo de Arte de Cleveland.
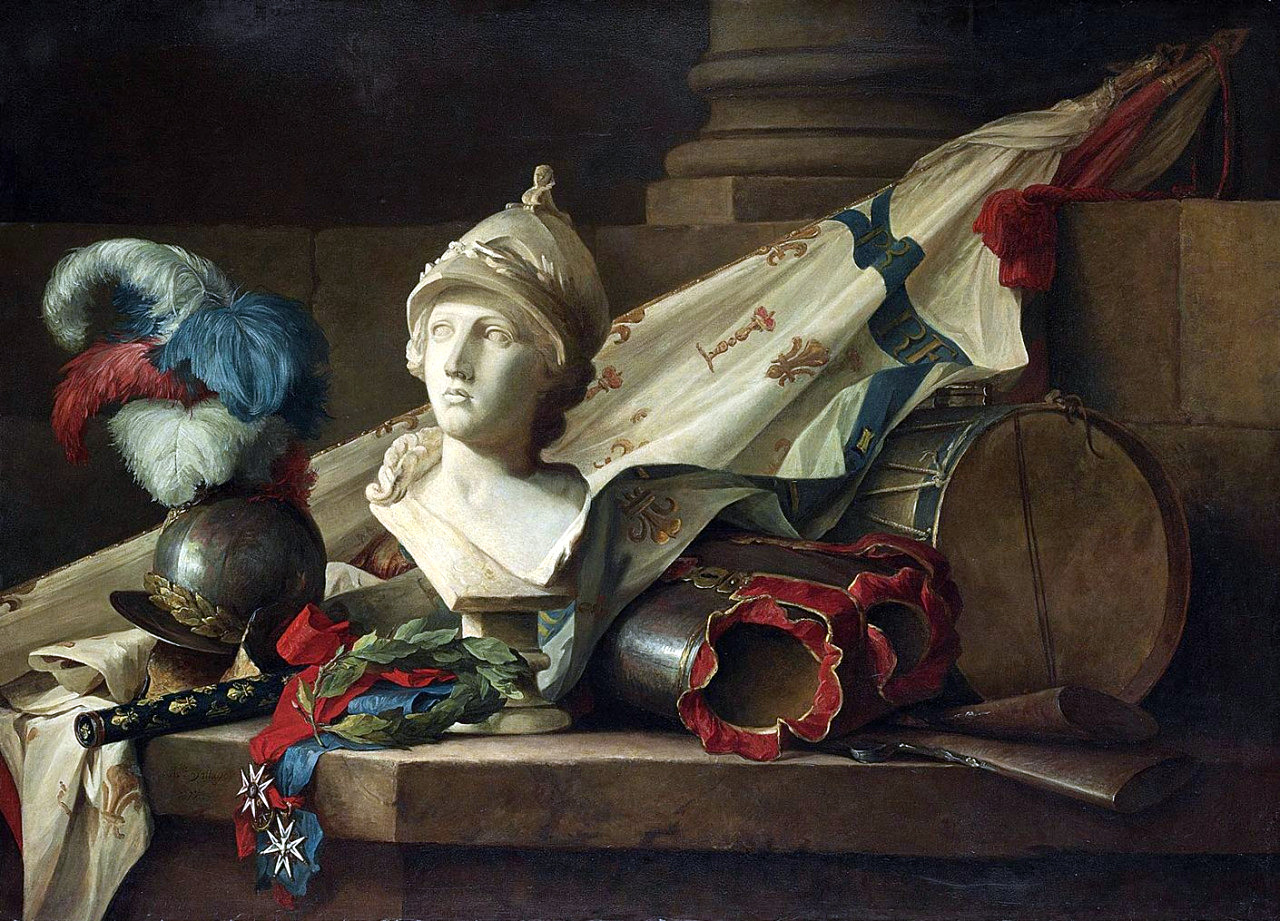
Un busto de Minerva con armadura y armas en un borde de piedra, 1777.
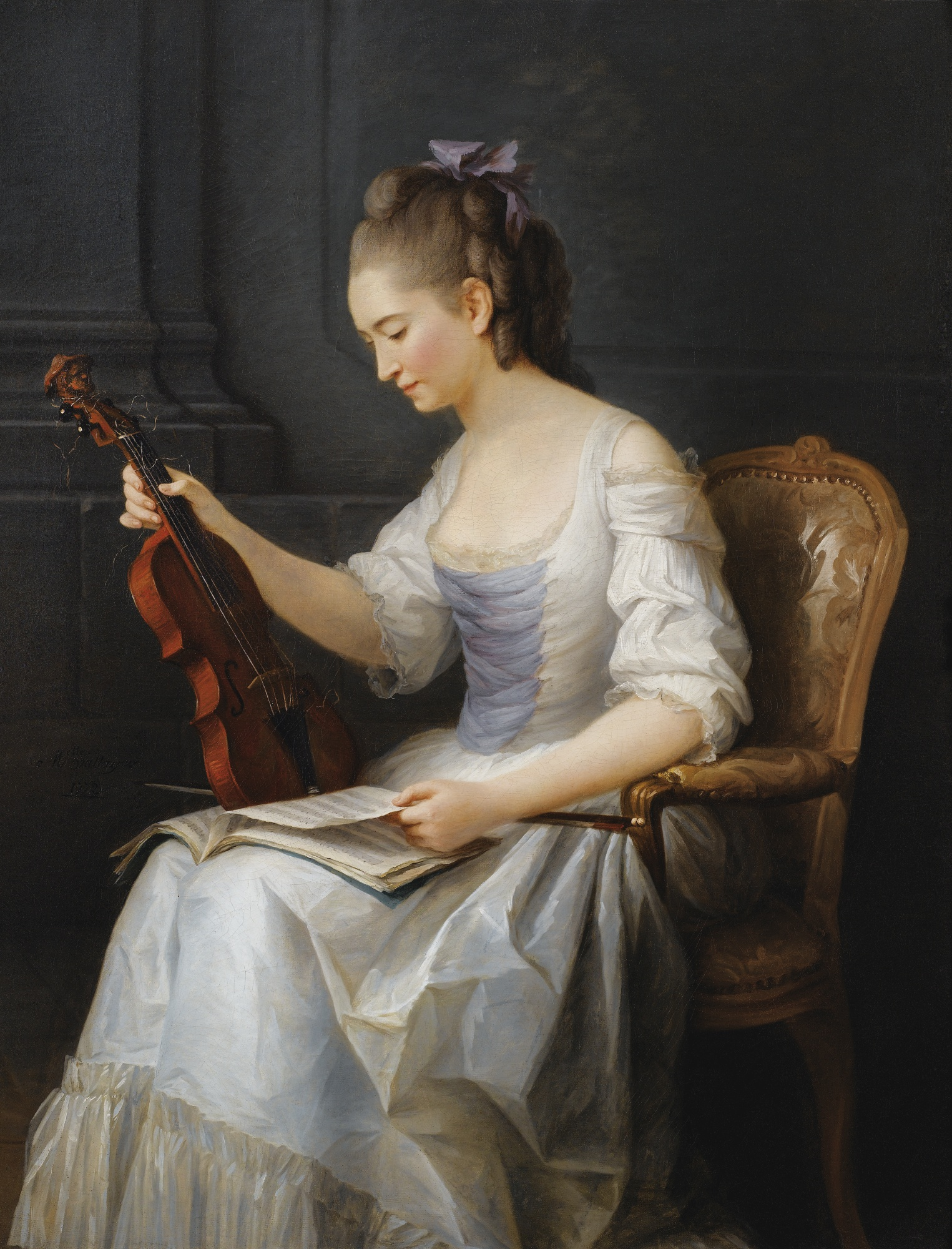
Retrato de una violinista.
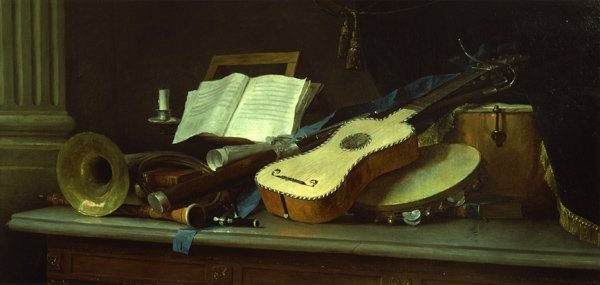
Bodegón con instrumentos musicales.
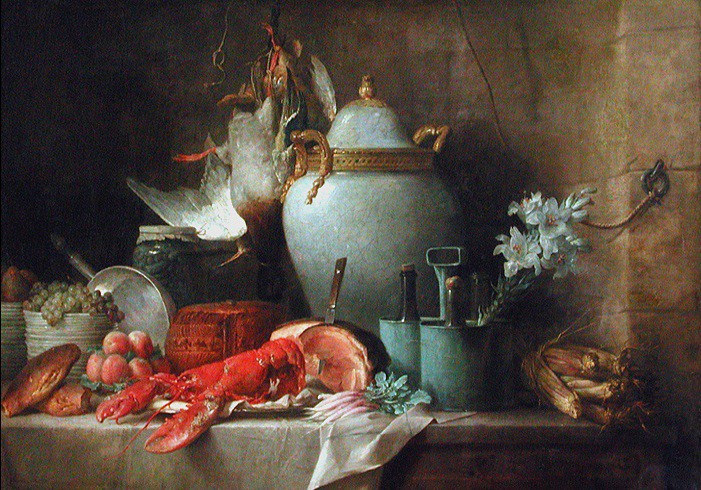
Jarrón, langosta, frutas y juego.
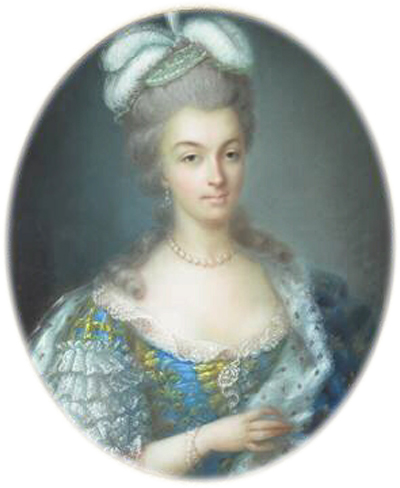
Retrato de la reina María Antonieta, pastel,1780.
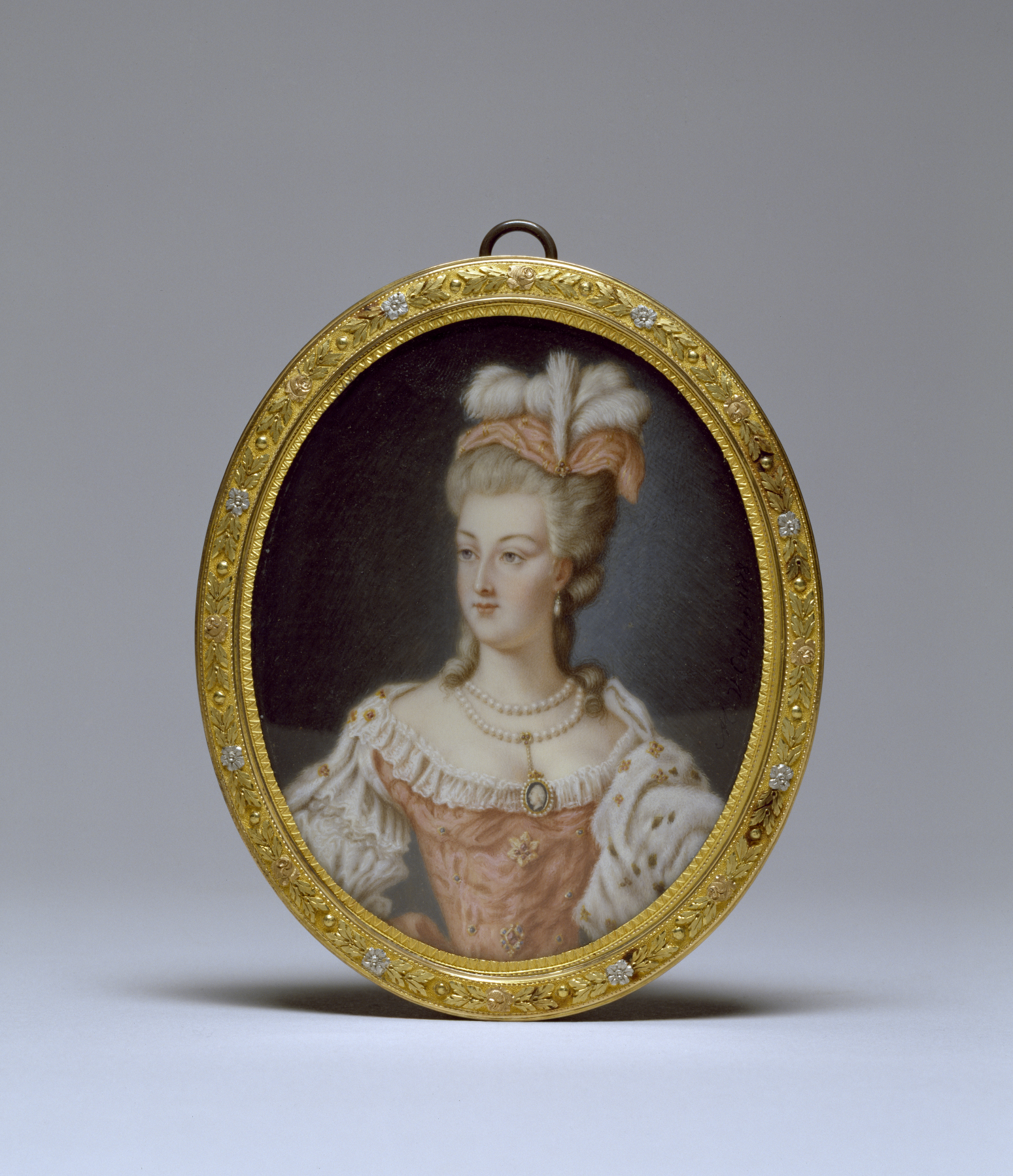
Retrato de María Antonieta.
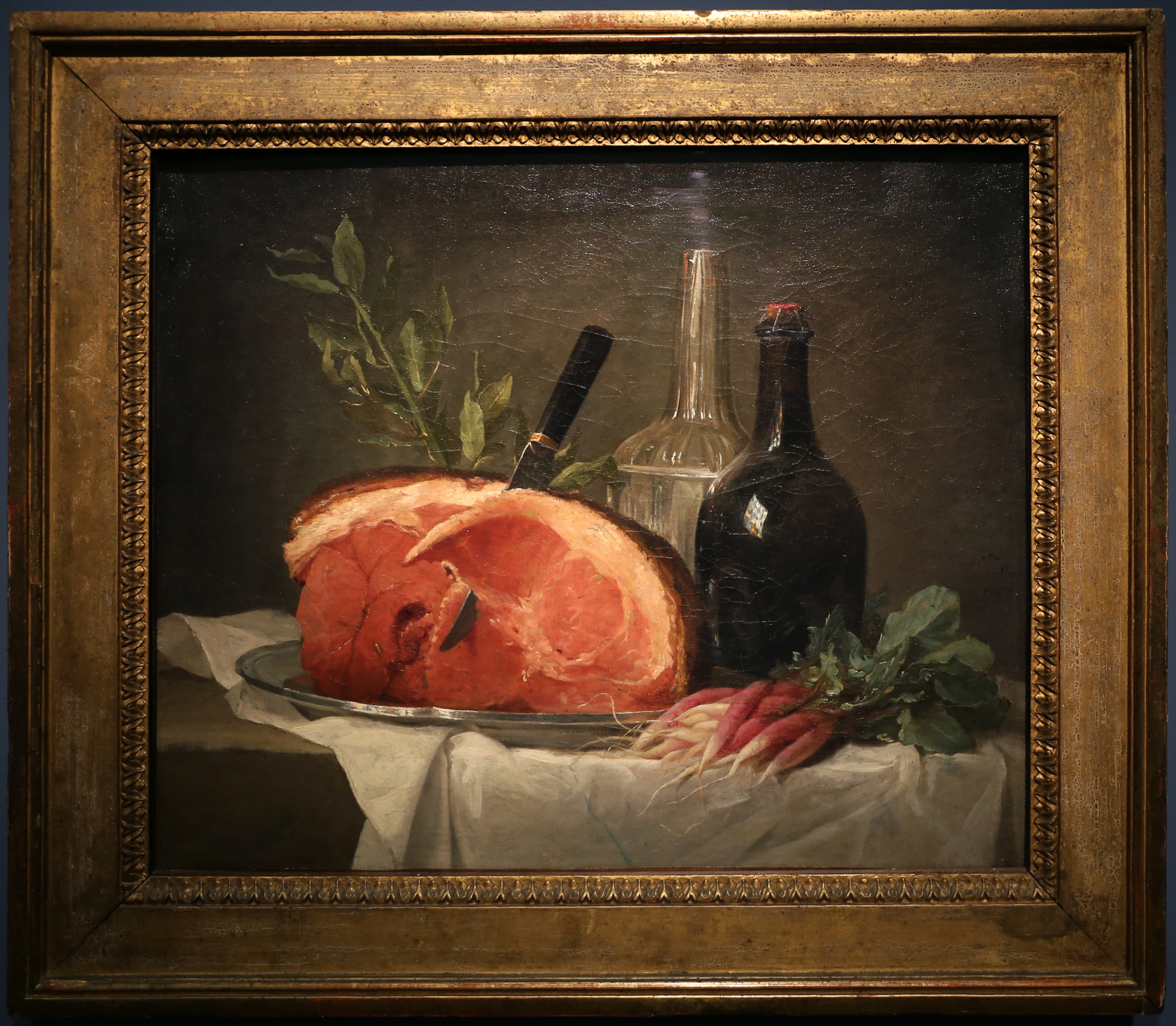
Bodegón con jamón, botellas y nabos, 1767.
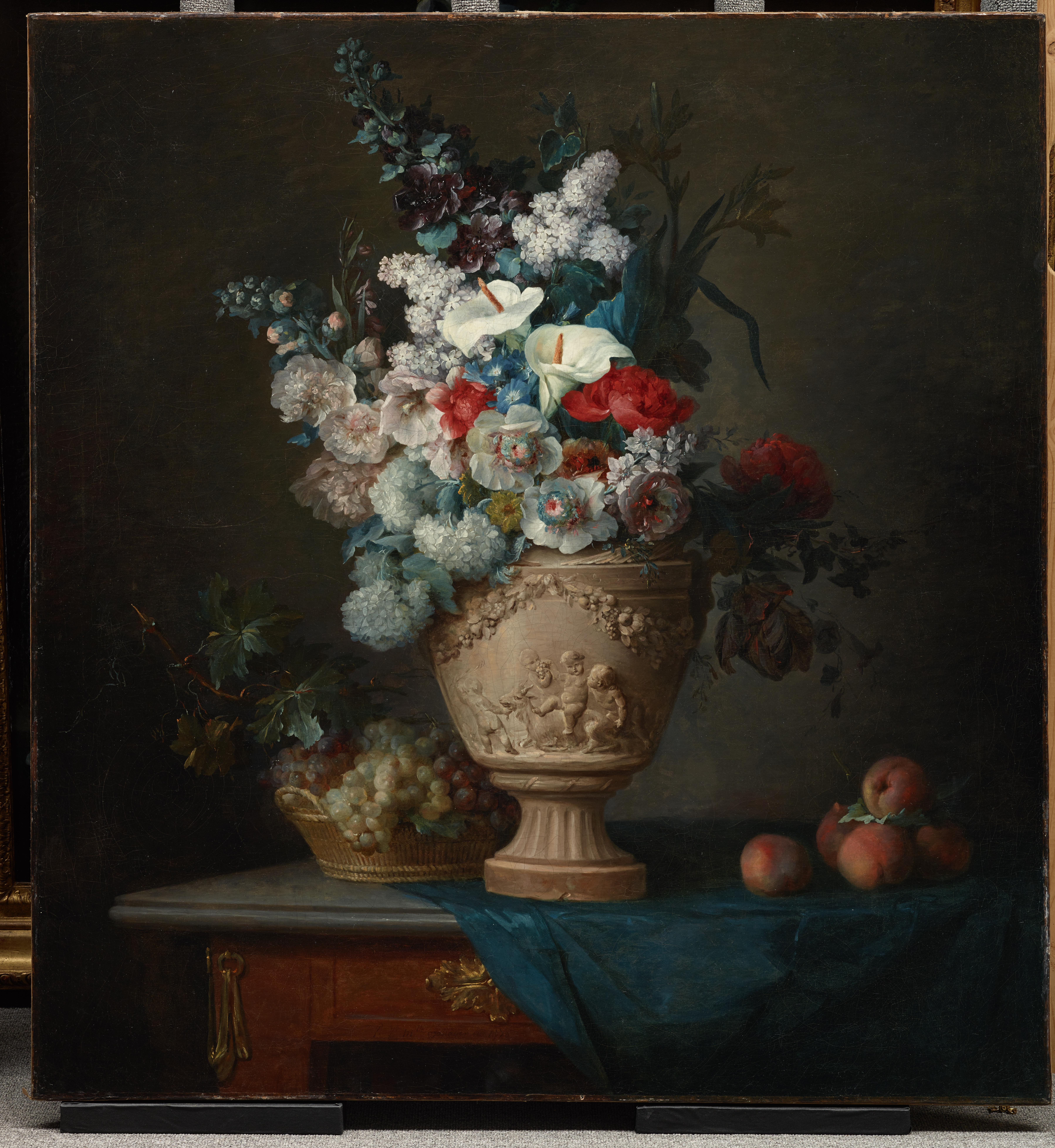
Ramo de flores en un jarrón de terracota con melocotones y uvas.
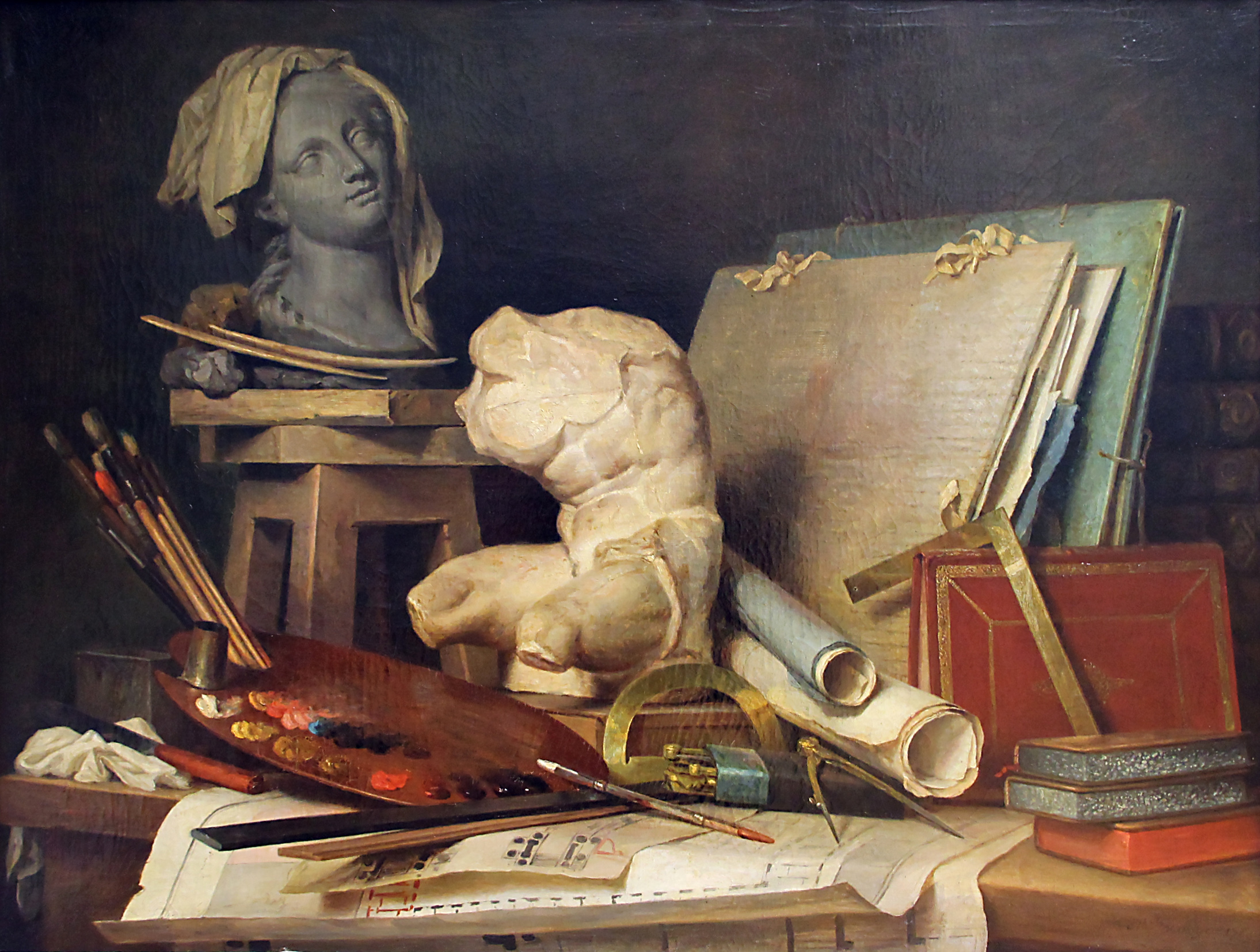
Atributos de la pintura, la escultura y la arquitectura.